# Sông Rạng (Hải Dương)

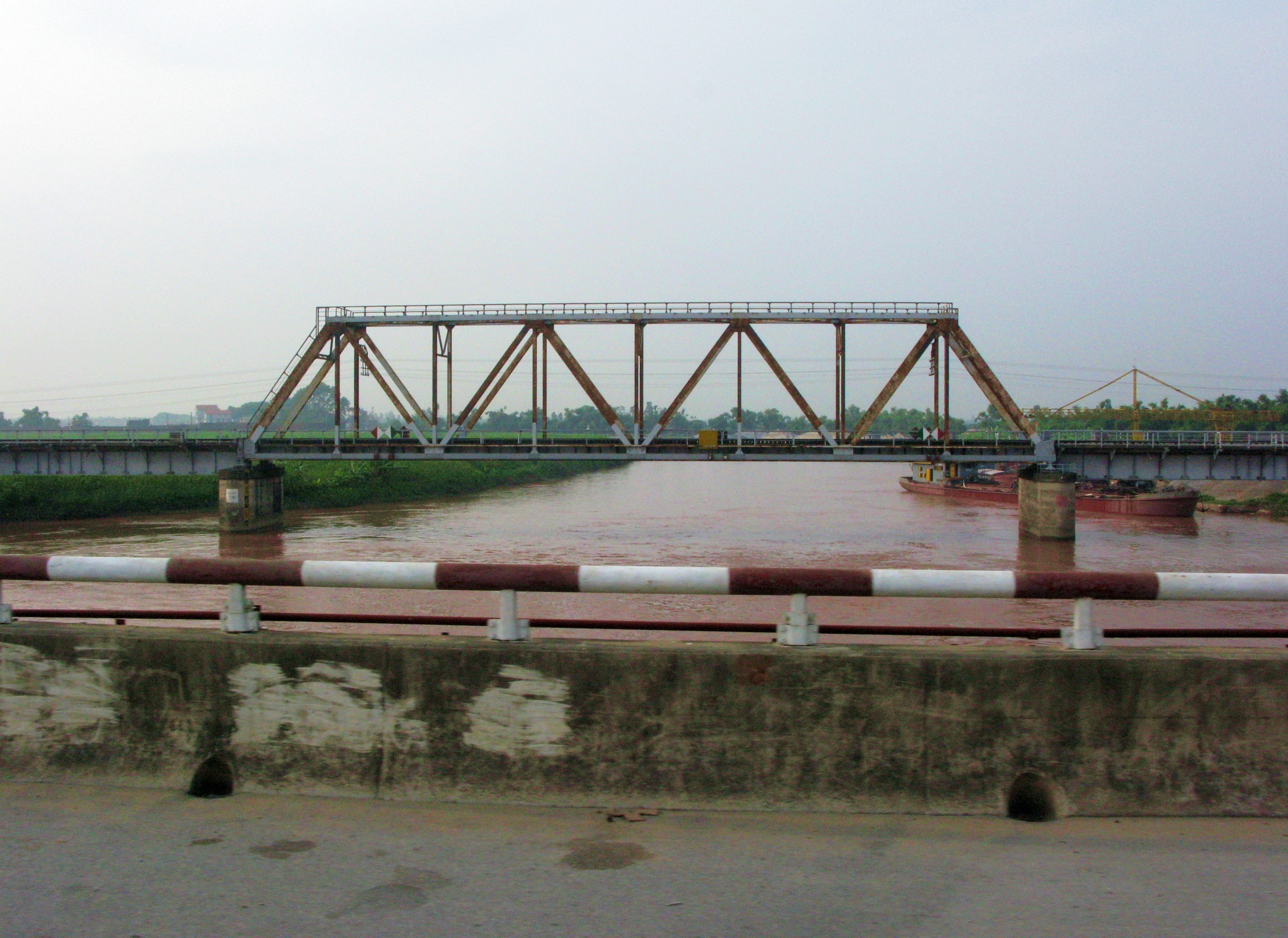
Sông Rạng nhìn từ trên cầu Lai Vu mới. Cây cầu thấy trong ảnh là cầu Lai Vu cũ.

Sông Rạng hay sông Lai Vu, còn có tên khác là sông Tường Vu là phân lưu của sông Kinh Môn trong hệ thống sông Thái Bình chảy ở tỉnh Hải Dương.
Sông này tách khỏi sông Kinh Thầy gần như cùng một nơi với sông Kinh Môn . Sông có chiều dài khoảng 26 km. Phần thượng lưu có hướng Bắc-Nam qua ranh giới giữa hai huyện Nam Sách và Kim Thành, sau đó theo hướng Tây Bắc-Đông Nam rồi lại Bắc-Nam qua ranh giới hai huyện Kim Thành và Thanh Hà. Đến cuối địa phận Thanh Hà, nó hội lưu với sông Gùa của hệ thống Thái Bình để tạo thành sông Văn Úc tại ngã ba Cửa Dưa, cuối huyện Thanh Hà.